# Фридерика Луиза фон Хесен-Дармщат
Фридерика Луиза фон Хесен-Дармщат (на немски: Friederike Luise von Hessen-Darmstadt) е хесенска принцеса и кралица на Прусия (1786 – 1797), втора съпруга на крал Фридрих Вилхелм II.

## Биография
Фридерика Луиза е родена на 6 октомври 1751 в Пренцлау. Дъщеря е на ландграф Лудвиг IX фон Хесен-Дармщат (1719 – 1790) и съпругата му Каролина фон Пфалц-Цвайбрюкен (1721 – 1774), дъщеря на пфалцграф и херцог Кристиан III фон Пфалц-Цвайбрюкен-Биркенфелд.
На 14 юли 1769 г. Фридерика Луиза се омъжва за краля на Прусия, Фридрих Вилхелм II, малко след като той се развежда с първата си съпруга, Елизабет Кристина Улрика фон Брауншвайг-Волфенбютел.
Въпреки че пруския крал е полигамен и има множество любовници, двамата имат осем деца:
- Фридрих Вилхелм III (1770 – 1840), крал на Прусия
- Кристина
- Лудвиг (1173 – 1796), пруски генералмайор
- Вилхелмина (1774 – 1837), кралица на Нидерландия
- Августа (1780 – 1841), курфюрстка на Хесен-Касел
- Фридрих Хайнрих Карл (1781 – 1846), генерал, велик майстор на Йоанитския орден
- Вилхелм (1783 – 1851), пруски генерал

Фридерика Луиза умира на 14 август 1805 в двореца Монбижу в Берлин.